# Lou Thesz
Aloysius Martin Thesz, meglio conosciuto come Lou Thesz, detto Lou (Banat, 24 aprile 1916 – Orlando, 28 aprile 2002), è stato un wrestler e culturista statunitense.
Figlio di immigrati dall'impero austro-ungarico, Thesz è un sei volte campione del mondo e uno tra i più longevi di sempre. È maggiormente noto per aver vinto nella National Wrestling Alliance (NWA), dove fu anche il primo introdotto nella NWA Hall of Fame, tre NWA World Heavyweight Championship, che detenne per un totale di dieci anni, tre mesi e nove giorni (3.749 giorni), più di chiunque altro nella storia del titolo.
Universalmente riconosciuto come uno dei wrestler più influenti nella storia del wrestling e generalmente considerato tra i più grandi wrestler di tutti i tempi, Thesz è anche l'unico wrestler maschio ad aver combattuto in sette decenni diversi (dagli anni trenta agli anni novanta) e contribuì alla creazione di manovre che al giorno d'oggi fanno parte del bagaglio tecnico di molti wrestler, come ad esempio il belly to back waistlock suplex (successivamente conosciuto con il nome di German suplex a causa della sua associazione con Karl Gotch, wrestler tedesco), la Lou Thesz press, la powerbomb e la stepover toehold facelock (nota anche come STF).
Thesz fa parte di numerose hall of fame dedicate al wrestling, in cui spesso è stato anche il primo introdotto: esse sono la Professional Wrestling Hall of Fame and Museum, la Wrestling Observer Newsletter Hall of Fame, la NWA Hall of Fame, la WCW Hall of Fame, la George Tragos/Lou Thesz Pro Wrestling Hall of Fame e la WWE Hall of Fame.

## Carriera nel wrestling

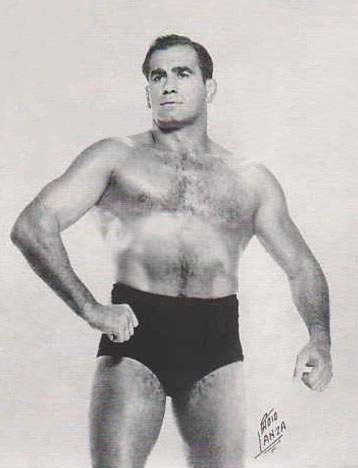
Lou Thesz negli anni cinquanta.

Lou Thesz nacque da genitori ungheresi a Banat (nel Michigan), ma la sua famiglia si trasferì presto a St. Louis (nel Missouri), quando lui era ancora piccolo. Cattolico romano, fin da bambino venne allenato dal padre alla lotta greco-romana, che gli fornì le basi fondamentali dei suoi successivi successi nel wrestling. Alle scuole superiori entrò con successo nella squadra di wrestling dilettantistico della scuola; come ricordò molti anni dopo, lui e un amico "misero in scena" un drammatico match l'uno contro l'altro durante un torneo e si stupirono tantissimo nel vedere che nessuno si era accorto che stavano fingendo. Da adolescente venne inoltre allenato nella lotta studentesca dal leggendario wrestler Ad Santel.

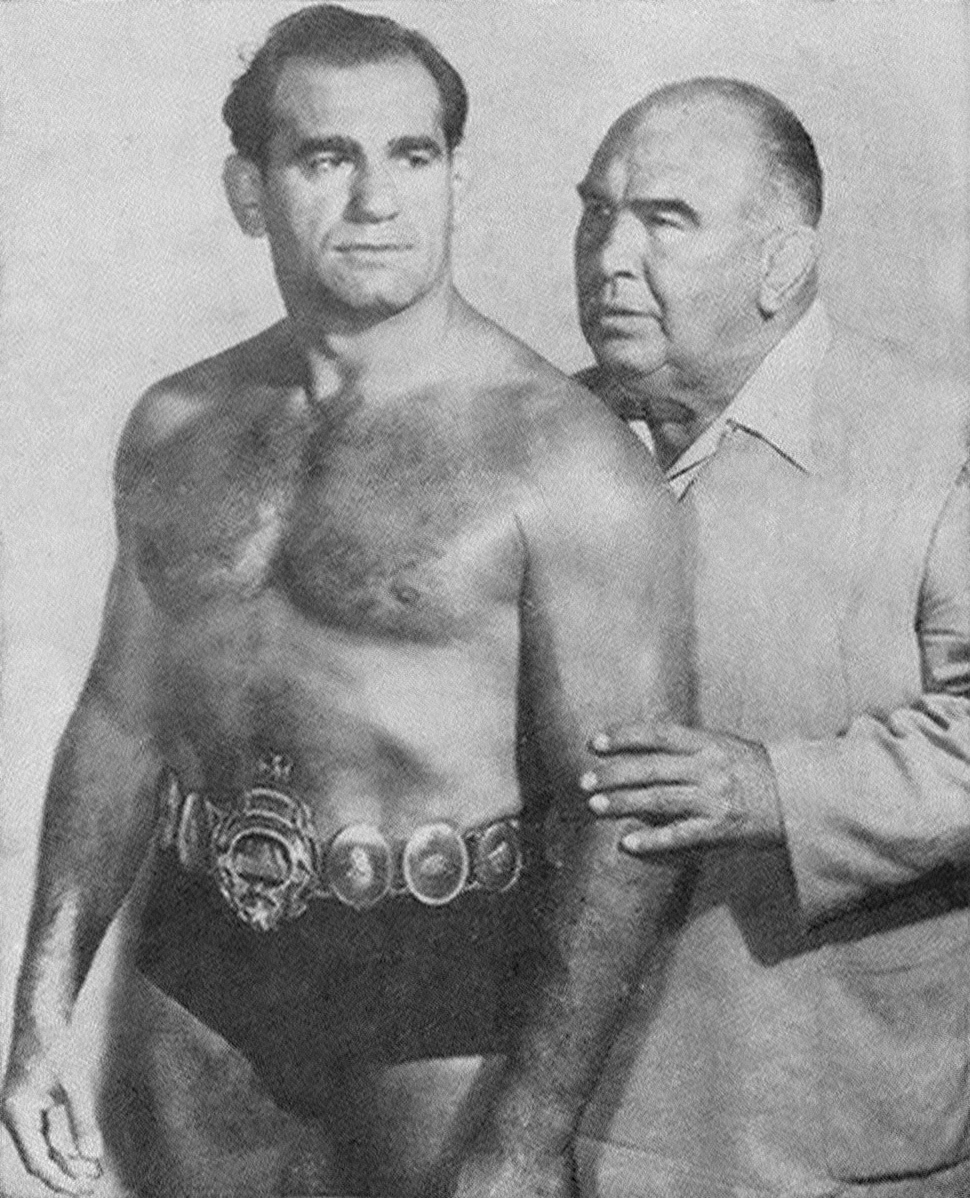
Lou Thesz e il suo manager Ed Lewis nel 1953.

All'età di sedici anni Thesz fece il suo debutto nel mondo del wrestling nel 1932. Ben presto incontrò Ed "Strangler" Lewis, la più grande stella del wrestling degli anni venti, che incoraggiò il giovane Thesz a specializzarsi nelle prese di sottomissione (la tecnica di imprigionare l'avversario in prese che dovrebbero costringerlo alla resa per sottomissione) e con cui sviluppò una forte e reciproca amicizia. Nel 1937 Thesz era ormai diventato uno dei wrestler più famosi della zona di St. Louis e il 29 dicembre sconfisse Everett Marshall conquistando l'American Wrestling Association World Heavyweight Championship, primo dei suoi numerosi titoli mondiali. Con questa vittoria, all'età di ventuno anni, divenne inoltre il più giovane campione del mondo della storia, primato tuttora imbattuto. Sei settimane dopo, più precisamente quarantadue giorni dopo, Thesz perse il titolo in un match contro Steve "Crusher" Casey a Boston, ma lo rivinse nel 1939 (battendo nuovamente Marshall) e ancora nel 1948 (questa volta sconfiggendo Bill Longson).
Nel 1948 venne fondata la National Wrestling Alliance (NWA) con l'intenzione di eleggere un campione mondiale indiscusso dalla miriade di titoli regionali esistenti in Nord America. Orville Brown, il detentore del Midwest World Heavyweight Championship, fu nominato primo campione del mondo ufficiale. All'epoca Thesz era a capo di un gruppo di organizzatori dei quali facevano parte anche Bobby Managoff, il promotore canadese Frank Tunney ed Eddie Quinn, che era attivo nella zona di St. Louis dove il promotore della NWA Sam Muchnick rappresentava l'opposizione. Quinn e Muchnick misero fine alla loro guerra tra federazioni e quella di Thesz venne assorbita dalla NWA. Parte dell'accordo era un match per l'unificazione del titolo tra Brown e Thesz, che deteneva il titolo mondiale NWA. Tuttavia poche settimane prima dell'incontro Brown rimase coinvolto in un grave incidente d'auto che pose fine alla sua carriera come wrestler e dovette forzatamente rendere vacante il titolo di campione che la NWA assegnò d'ufficio al primo sfidante, cioè lo stesso Thesz, che tra il 1949 e il 1956 si diede da fare per unificare tutti i restanti titoli locali esistenti nel National Wrestling Alliance World Heavyweight Championship. Nel 1952 sconfisse Baron Michele Leone a Los Angeles per il titolo mondiale della California e divenne il primo campione indiscusso del wrestling sin dai tempi di Frank Gotch e Georg Hackenschmidt. Alla fine Thesz cedette il titolo a Whipper Billy Watson nel 1956 e si prese qualche mese di pausa per riprendersi da un infortunio alla caviglia. Riconquistò il titolo contro lo stesso Watson sette mesi più tardi.
Il 1957 fu un anno importante per Thesz: il 14 giugno ebbe luogo la prima macchia sulla sua reputazione di campione indiscusso nel corso di un incontro con Édouard Carpentier. Il match, con stipulazione al meglio dei tre schienamenti, venne falsato quando si era sul due pari a causa di un reale infortunio alla schiena di Thesz, che dovette farsi schienare forzatamente poiché impossibilitato a continuare. Carpentier venne dichiarato vincitore, ma la NWA decise di non riconoscere il cambio di titolo, adducendo come motivo il fatto che esso non poteva essere vinto a causa di un infortunio. Nonostante la decisione della NWA alcune federazioni minori riconobbero ugualmente Carpentier come nuovo campione mondiale. Quello stesso anno Thesz diventò il primo wrestler a difendere il titolo in Giappone, dove combatté contro Rikidōzan in una serie di cruenti match della durata di un'ora tutti finiti in pareggio per limiti di tempo. I loro scontri monopolizzarono l'attenzione dei media giapponesi, rendendo il wrestling uno degli sport più popolari. Realizzando le grosse prospettive di guadagno in Giappone, Thesz chiese ai dirigenti NWA di concedere che il titolo mondiale NWA venisse regolarmente difeso in Giappone, ma la sua proposta non venne accettata e Thesz allora chiese di cedere il suo titolo all'amico Dick Hutton, piuttosto che a "Nature Boy" Buddy Rogers, con il quale aveva cattivi rapporti anche nella vita reale. Thesz andò in tournée in Europa e Giappone, presentandosi alla folla come "campione internazionale NWA"; tale titolo (il cui nome completo era il National Wrestling Alliance International Heavyweight Championship, di cui fu il campione inaugurale) è riconosciuto tuttora dalla All Japan Pro Wrestling come parte del Triple Crown Heavyweight Championship.
Nel 1963 Thesz uscì dal suo semi-ritiro per vincere il suo terzo titolo mondiale NWA contro Buddy Rogers quando ormai aveva già quarantasei anni. La leggenda narra che Rogers non fosse molto convinto di perdere contro Thesz e che quest'ultimo gli disse: «Possiamo farlo con le buone, oppure con le cattive», intendendo dire che sarebbe stato anche disposto a combattere veramente contro Rogers. Detenne il titolo fino al 1966, quando fu battuto da Gene Kiniski.
Nei successivi tredici anni Thesz continuò a combattere sporadicamente, vincendo l'ultimo suo titolo importante in Messico nel 1978, divenendo il primo detentore dello Universal Wrestling Alliance Heavyweight Championship all'età di sessantadue anni, per poi perderlo un anno dopo contro El Canek. Dopo aver combattuto contro Luke Graham nel 1979, all'età di settantaquattro anni lottò ancora in un ultimo match il 26 dicembre 1990 a Hamamatsu, in Giappone, contro il suo "protetto" Masahiro Chono.

## Morte
Thesz morì il 28 aprile 2002. Il suo corpo fu cremato e le ceneri disperse nel Merrimack, nei pressi di St. Louis.

## Lou Thesz press
La Lou Thesz press è una mossa che consiste nel saltare addosso all'avversario con tutto il corpo facendolo cadere di schiena sul ring; solitamente la manovra è seguita da una scarica di pugni al volto. Il maggior utilizzatore di tale mossa è stato "Stone Cold" Steve Austin.

## Personaggio

### Mosse finali
- Bridging belly to back suplex
- Powerbomb
- Stepover toehold facelock

## Titoli e riconoscimenti
- American Wrestling Association (Boston)
  - AWA World Heavyweight Championship (1)
- American Wrestling Alliance (Indiana/Ohio/Colorado)
  - AWA World Heavyweight Championship (1)
- Cauliflower Alley Club
  - Iron Mike Mazurki Award (1998)
- International Wrestling Enterprise
  - TWWA World Heavyweight Championship (1)
- International Wrestling Institute and Museum
  - George Tragos/Lou Thesz Hall of Fame (1999)
- Japan Pro-Wrestling Association
  - NWA International Heavyweight Championship (1)
- Midwest Wrestling Association
  - MWA World Heavyweight Championship (1)
- Montreal Athletic Commission
  - MAC World Heavyweight Championship (4)
- National Wrestling Alliance
  - NWA World Heavyweight Championship (4)1
  - NWA Hall of Fame (classe del 2005)
- NWA All-Star Wrestling
  - NWA Pacific Coast Tag Team Championship (Vancouver) (1) – con The Outlaw
- NWA Mid-America
  - NWA Southern Junior Heavyweight Championship (2)
  - NWA Southern Tag Team Championship (Mid-America) (1) – con Jackie Fargo
- National Wrestling Association
  - NWA World Heavyweight Championship (3)2
- Pro Wrestling Illustrated
  - Stanley Weston Award (1982)
- Professional Wrestling Hall of Fame
  - Pioneer Era (classe del 2002)
- Southwest Sports, Inc.
  - Texas Heavyweight Championship (3)3
- Stampede Wrestling
  - Stampede Wrestling Hall of Fame[4]
- St. Louis Wrestling Club
  - NWA World Heavyweight Championship (1)
- St. Louis Wrestling Hall Of Fame
  - Classe del 2007
- Universal Wrestling Association
  - UWA World Heavyweight Championship (1)
- World Championship Wrestling
  - WCW Hall of Fame (classe del 1993)
- Worldwide Wrestling Associates
  - WWA International Television Tag Team Championship (1) – con Sailor Art Thomas
  - WWA World Heavyweight Championship (1)
- World Wrestling Federation/WWE
  - Legends Battle Royal (1987)
  - WWE Hall of Fame (classe del 2016)
- Wrestling Observer Newsletter
  - Wrestling Observer Newsletter Hall of Fame (classe del 1996)
- Altri titoli
  - World Heavyweight Championship (originale) (2)4
  - World Heavyweight Championship (Los Angeles) (1)

### Specifiche
1 I resoconti esistenti non sono chiari nello specificare dove Thesz vinse il National Wrestling Alliance World Heavyweight Championship e in che federazione militasse quando la conquistò.
2 Il titolo mondiale della National Wrestling Association non è lo stesso normalmente riconosciuto e utilizzato dalla National Wrestling Alliance.
3 I regni da campione di Thesz ebbero luogo prima che la National Wrestling Alliance assumesse il controllo del titolo: infatti vinse il titolo quando essa ancora non esisteva.
4 Thesz ebbe altri due regni da campione prima della nascita della National Wrestling Alliance e prima che il titolo venisse rinominato National Wrestling Alliance World Heavyweight Championship.